# Биктышево
Биктышево (баш. Биктыш) — село в Шаранском районе Республики Башкортостан Российской Федерации. Входит в состав Акбарисовского сельсовета. Основано в 1632 году марийцами-припущенниками как деревня, примерно с 1940-х годов — село. В 1930-х годах население доходило до 350 человек, по переписи 2010 года оно составляет 124 человека.

## География

### Географическое положение
Находится на правом берегу речки Шалтык, на автодороге 80Н-554 «Шаран — Акбарисово». Расстояние:
- до районного центра (Шаран): 12 км,
- до центра сельсовета (Акбарисово): 3 км,
- до ближайшей ж/д станции (Туймазы): 47 км.

### Климат
По комплексу природных условий село, как и весь район, относится к лесостепной зоне и характеризуется умеренно континентальным климатом со всеми его особенностями: неустойчивость и резкие перемены температуры, неравномерное выпадение осадков по годам и временам года. В селе довольно суровая и снежная зима с незначительными оттепелями, поздняя прохладная и сравнительно сухая весна, короткое жаркое лето и влажная прохладная осень.
| Показатель                                                                         | Янв.  | Фев.  | Март | Апр. | Май  | Июнь | Июль | Авг. | Сен. | Окт. | Нояб. | Дек.  |
| ---------------------------------------------------------------------------------- | ----- | ----- | ---- | ---- | ---- | ---- | ---- | ---- | ---- | ---- | ----- | ----- |
| Средний суточный максимум, °C                                                      | −8,9  | −7,5  | −0,9 | 9,1  | 17,3 | 21,5 | 24   | 22,3 | 15,7 | 6,9  | −1,1  | −7    |
| Средняя температура, °C                                                            | −11,6 | −10,6 | −4,2 | 4,7  | 12,8 | 17,4 | 20   | 18,2 | 12,1 | 4,3  | −3,2  | −9,3  |
| Средний суточный минимум, °C                                                       | −14,6 | −14   | −8,1 | −0,5 | 6,9  | 12   | 14,9 | 13,6 | 8,2  | 1,6  | −5,5  | −12,1 |
| Норма осадков, мм                                                                  | 39    | 33    | 38   | 38   | 51   | 70   | 58   | 56   | 55   | 60   | 47    | 45    |
| Источник: Климатические данные городов по всему миру. Дата обращения: 22 мая 2023. |       |       |      |      |      |      |      |      |      |      |       |       |

## История
Деревня Биктышево основана марийцами по договору 1 июля 1632 года о припуске между ними и башкирами деревни Каръявды Кыр-Еланской волости Казанской дороги, названа по имени первопоселенца Биктыша (его брат Биккул основал соседнюю деревню Биккулово). Жители этих деревень получали землю во временное пользование на договорных условиях по 30 десятин и платили ясак в казну государства. Марийцы были в сословии тептярей.
По VIII ревизии 1834 года — деревня Биктышева 4-го тептярского стана Белебеевского уезда Оренбургской губернии. Тептяри владели землёй совместно с башкирами-вотчинниками.
В конце 1865 года — деревня 3-го стана Белебеевского уезда Уфимской губернии, при речке Шалтыке. Жители, кроме сельского хозяйства, занимались пчеловодством.
В 1895 году — деревня Биктышева Кичкиняшевской волости V стана Белебеевского уезда. Имелась мукомольная мельница. По описанию, данному в «Оценочно-статистических материалах», деревня находилась на ровном месте по реке Шалтык, пригодной для мельниц; возле селения имелся ключ Великий-Елга. Надел находился в одном месте, селение — на юго-востоке надела. В последнее время часть леса была расчищена. Поля были по склону на юго-восток возле селения, по горе и по равнине. Почва — чернозём, местами с примесью глины и песка. В полях было 5 оврагов, кустарник — в одном участке по реке Шалтык. В 1905 году в деревне по-прежнему имелась мельница.
По данным подворной переписи, проведённой в уезде в 1912—13 годах, деревня Биктыш входила в состав Биктышевского сельского общества Кичкиняшевской волости. 13 хозяйств из 52 не имели надельной земли. Количество надельной земли составляло 512 казённых десятин (из неё 110,75 сдано в аренду 7 хозяйствами), в том числе 18 десятин усадебной земли, 346 десятин пашни и залежи, 80 десятин леса, 31 десятина сенокоса, 5 — выгона и 32 — неудобной земли. Также 133,75 десятин земли было арендовано единолично 24 хозяйствами. Посевная площадь составляла 164,44 десятины, из неё 82,25 десятин занимала рожь, 30,99 — овёс, 14,97 — просо, 12,75 — горох, 11,88 — греча, 11,48 — пшеница и 0,12 — полба. Из скота имелась 112 лошадей, 102 головы крупного рогатого скота, 415 овец и 125 коз, также 13 хозяйств держали 50 ульев пчёл. 1 человек занимался промыслами.
В 1923 году произошло укрупнение волостей, и деревня Биктыш вошла в состав Шаранской волости Белебеевского кантона Башкирской АССР.
В 1930 году в республике было упразднено кантонное деление, образованы районы. Деревня вошла в состав Туймазинского района, а в 1935 году — в состав вновь образованного Шаранского района. В 1939 году — деревня Биктышево Акбарисовского сельсовета Шаранского района.
В 1932 году открылась начальная школа. В 1930 году деревня вошла в состав колхоза «10 лет Башкирии», а в 1933 году образован свой колхоз «У корно». С 1946 года деревня вошла в состав колхоза «Совет».
С 1952 года зафиксирована уже как село Биктышево того же сельсовета. С 1960 года село входило в состав совхоза «Мичуринский», а с апреля 1972 года — вновь образованного совхоза «Акбарисовский».
В начале 1963 года в результате реформы административно-территориального деления село было включено в состав Туймазинского сельского района, с марта 1964 года — в составе Бакалинского, с 30 декабря 1966 года — вновь в Шаранском районе.
В 1999 году село по-прежнему входило в состав совхоза «Акбарисовский».
По состоянию на 2015 год в личных подсобных хозяйствах села имелось 109 голов крупного рогатого скота (в том числе 39 коров), 27 свиней, 133 овцы и козы и 1071 голова птицы.

## Население
В 2015 году население села по данным регистрации составляло 147 человек в 41 семье, из них 18 детей до 7 лет, 16 детей от 7 до 16 лет, 47 мужчин и 41 женщина трудоспособного возраста и 9 мужчин и 16 женщин старше трудоспособного возраста.
| Год  | Методика              | Жителей | Мужчин | Женщин | Дворов | Преобладающие национальности/сословия         | Источники            |
| ---- | --------------------- | ------- | ------ | ------ | ------ | --------------------------------------------- | -------------------- |
| 1783 | IV ревизия            | 24      | 12     | 12     | н/д    | н/д                                           | [ 8 ]                |
| 1795 | V ревизия             | 21      | 13     | 8      | н/д    | н/д                                           | [ 8 ] [ 27 ]         |
| 1834 | VIII ревизия          | 73      | 38     | 35     | 12     | тептяри                                       | [ 8 ] [ 10 ]         |
| 1859 | X ревизия             | 104     | 48     | 56     | 18     | припущенники                                  | [ 8 ] [ 28 ]         |
| 1865 | текущий учёт          | 116     | 55     | 61     | 19     | все черемисы                                  | [ 11 ]               |
| 1895 | текущий учёт          | 195     | 100    | 95     | 34     | н/д                                           | [ 12 ]               |
| 1902 | сведения земства      | н/д     | 105    | н/д    | 40     | припущенники военного звания                  | [ 29 ]               |
| 1905 | текущий учёт          | 235     | 120    | 115    | 41     | н/д                                           | [ 14 ]               |
| 1912 | подворная перепись    | 269     | 143    | 126    | 52     | припущенники из черемисов                     | [ 15 ]               |
| 1917 | с/х перепись          | 303     | н/д    | н/д    | 63     | все мари                                      | [ 30 ]               |
| 1920 | перепись              | 293     | 146    | 147    | 62     | н/д                                           | [ 31 ]               |
| 1920 | перепись              | 307     | н/д    | н/д    | 61     | 303 марийца в 60 дворах, 4 татарина в 1 дворе | [ 32 ]               |
| 1925 | подготовка к переписи | н/д     | н/д    | н/д    | 54     | н/д                                           | [ 31 ]               |
| 1939 | перепись              | 351     | 164    | 187    | н/д    | н/д                                           | [ 20 ]               |
| 1959 | перепись              | 336     | 133    | 203    | н/д    | марийцы                                       | [ 33 ] [ 34 ]        |
| 1970 | перепись              | 327     | 134    | 193    | н/д    | марийцы                                       | [ 35 ] [ 36 ]        |
| 1979 | перепись              | 229     | 106    | 123    | н/д    | марийцы                                       | [ 37 ] [ 38 ]        |
| 1989 | перепись              | 162     | 75     | 87     | н/д    | марийцы, украинцы                             | [ 24 ] [ 39 ] [ 40 ] |
| 2002 | перепись              | 143     | 75     | 68     | н/д    | марийцы (94 %)                                | [ 40 ] [ 41 ]        |
| 2010 | перепись              | 124     | 64     | 60     | н/д    | н/д                                           | [ 42 ]               |

## Инфраструктура
Действует магазин, установлен обелиск павшим в Великой Отечественной войне. Село электрифицировано и газифицировано, централизованное водоснабжение и водоотведение отсутствует. В селе одна улица — Центральная, представляющая собой грунтовую просёлочную дорогу, также через село проходит автодорога 80Н-554, вымощенная щебнем. На ней имеется автобусная остановка, на которой останавливается новый маршрут «Шаран — Акбарисово». Протяжённость улично-дорожной сети составляет 0,812 км. Все дома деревянные. Имеется кладбище площадью 1,27 га и заполненностью 70 %. Село обслуживает Шаранская центральная районная больница; фельдшерско-акушерский пункт, почтовое отделение и средняя школа расположены в селе Акбарисово.

### Комментарии
1. ↑  По официальным данным переписи.
2. ↑  По данным современного подсчёта по сохранившимся подворным карточкам.